# Jun Hyoseong
Dans ce nom coréen, le nom de famille, Jun, précède le nom personnel.
Jun Hyoseong (coréen: 전효성; née le 13 octobre 1989) mieux connue sous le nom de Hyoseong ou Hyosung, est une chanteuse et danseuse sud-coréenne.
En 2005, elle est finaliste de l'émission "Battle Shinhwa" sur Mnet, qui lui a permis de signer un contrat avec Good Entertainment. En 2007, elle devait débuter dans le groupe 'Five Girls', avec G.NA, Yubin, Uee et Jiwon (Spica). Cependant, le groupe se sépare avant qu'il ne débute à cause des problèmes financiers de la compagnie. Hyoseong est découverte plus tard par TS Entertainment, par une émission de SBS MTV, nommé "Diary of Five Girls", et devient stagiaire pendant deux ans. En 2009, elle débute avec Song Jieun, Han Sunhwa et Jung Hana dans le quatuor Secret.

## Biographie
Jun Hyoseong est née à Cheongju, Chungcheong du Nord en Corée du Sud le 13 octobre 1989,.

## Carrière

### Depuis 2014: Débuts solos avecTop Secret,FantasiaetColored
Le 17 avril 2014, il est annoncé que Hyoseong ferait prochainement ses débuts en solo. En effet, un représentant de son agence, TS Entertainment, a déclaré : “Hyosung dévoilera un opus solo le 12 mai et commencera alors ses activités promotionnelles.”.
C’est avec la chanson "Good-night Kiss" qu'elle fera ses débuts en solo, titre issu de l'album Top Secret.
Le 12 mai, le clip vidéo de "Good-night Kiss" est mis en ligne et l'album single Top Secret est publié. Pour l'occasion de ses débuts en solo, un showcase a été organisé le 12 mai au Club Vanguard de l'Hôtel Ramada.
Le 16 avril 2015, il est annoncé que Hyoseong fera son retour au mois de mai avec un mini-album.
Le 11 mai, le clip d'"Into You" est mis en ligne, issu du mini-album Fantasia qui lui est sorti le 7 mai. Elle a également tenu un showcase pour cette sortie.
Le 15 mai, Hyoseong est accusée de sajaegi, à savoir la "manipulation des charts". Pour bien comprendre l'histoire, un internaute a posté, en cette date, des captures d'écran afin de montrer les soudaines différences dans les classements. Son mini-album, Fantasia, alors hors du top 15 des ventes physiques sur Hanteo, s'est subitement retrouvé en tête du classement en vendant 8 000 copies en l'espace de douze minutes, dépassant au passage les solos de Sunggyu (Infinite) et Hyunseung (Beast).
Début mars 2016, il est annoncé qu'elle sera de retour à la fin du mois avec un nouvel album.
Le 28 mars, son troisième mini-album nommé Colored avec le clip vidéo du titre principal "Find Me", titre en collaboration avec D.Action, sont mis en ligne. Le clip-vidéo a été réalisé par Hong Won Ki des ZanyBros qui avait déjà réalisé ses précédents clips musicaux.

## Discographie

### Mini-albums (EPs)
| Titre                                                                              | Détails de l'album                                                                                  | Meilleures positions | Ventes                 |
| Titre                                                                              | Détails de l'album                                                                                  | COR                  | Ventes                 |
| ---------------------------------------------------------------------------------- | --------------------------------------------------------------------------------------------------- | -------------------- | ---------------------- |
| Fantasia                                                                           | - Date de sortie : 7 mai 2015 - Label : TS Entertainment - Formats : CD, téléchargement numérique   | 4                    | - COR : plus de 14 086 |
| Colored                                                                            | - Date de sortie : 28 mars 2016 - Label : TS Entertainment - Formats : CD, téléchargement numérique | 7                    | - COR : plus de 6 364  |
| "—" signifie que l'album ne s'est pas classé ou n'est pas sorti dans cette région. | |                      |                        |

### Album single
| Titre                                                                              | Détails de l'album                                                                                 | Meilleures positions | Ventes                 |
| Titre                                                                              | Détails de l'album                                                                                 | COR                  | Ventes                 |
| ---------------------------------------------------------------------------------- | -------------------------------------------------------------------------------------------------- | -------------------- | ---------------------- |
| Top Secret                                                                         | - Date de sortie : 12 mai 2014 - Label : TS Entertainment - Formats : CD, téléchargement numérique | 2                    | - COR : plus de 11 067 |
| "—" signifie que l'album ne s'est pas classé ou n'est pas sorti dans cette région. | |                      |                        |

### Singles
| Année                                                                                 | Titre                      | Meilleures positions | Meilleures positions | Ventes                       | Album               |
| Année                                                                                 | Titre                      | COR Gaon             | COR Billboard        | Ventes                       | Album               |
| ------------------------------------------------------------------------------------- | -------------------------- | -------------------- | -------------------- | ---------------------------- | ------------------- |
| 2014                                                                                  | "Good-night Kiss"          | 9                    | 14                   | - COR : plus de 716 489 (DL) | Top Secret          |
| 2015                                                                                  | "Into You"                 | 22                   | —                    | - COR : plus de 173 604 (DL) | Fantasia            |
| 2016                                                                                  | "Find Me (feat. D.Action)" | 75                   | —                    | - COR : plus de 35 536 (DL)  | Colored             |
| 2019                                                                                  | "Starlight"                | —                    | —                    |                              | Non issu d'un album |
| "—" signifie que le morceau ne s'est pas classé ou n'est pas sorti dans cette région. |                            |                      |                      |                              |                     |

### Collaborations
| Année                                                                                 | Titre                                                           | Meilleures positions | Meilleures positions | Ventes               | Album                                              |
| Année                                                                                 | Titre                                                           | COR Gaon             | COR Billboard        | Ventes               | Album                                              |
| ------------------------------------------------------------------------------------- | --------------------------------------------------------------- | -------------------- | -------------------- | -------------------- | -------------------------------------------------- |
| 2009                                                                                  | "My Boo" (Untouchable feat. Jun Hyoseong & Han Sunhwa)          | —                    |                      |                      | Untouchable: First Mini Album                      |
| 2012                                                                                  | "이사람 (This Person)" (Nicole, Hyolyn, Hyoseong, Hyuna & Nana) | 29                   |                      | COR : plus de 95 865 | SBS Gayo Daejun The Color Of K- Pop – Dazzling RED |
| "—" signifie que le morceau ne s'est pas classé ou n'est pas sorti dans cette région. |                                                                 |                      |                      |                      |                                                    |